# Amel Majri
Amel Majri (Monastir (Tunísia), 25 de janeiro de 1993) é uma futebolista profissional franco-tunisiana que atua como meia.

## Carreira
Amel Majri fez parte do elenco da Seleção Francesa de Futebol Feminino, nas Olimpíadas de 2016.